# Jan Betley
Jan Betley (Płock, 1908. február 28. – Varsó, 1980. április 3.) lengyel festő és pedagógus.

## Élete

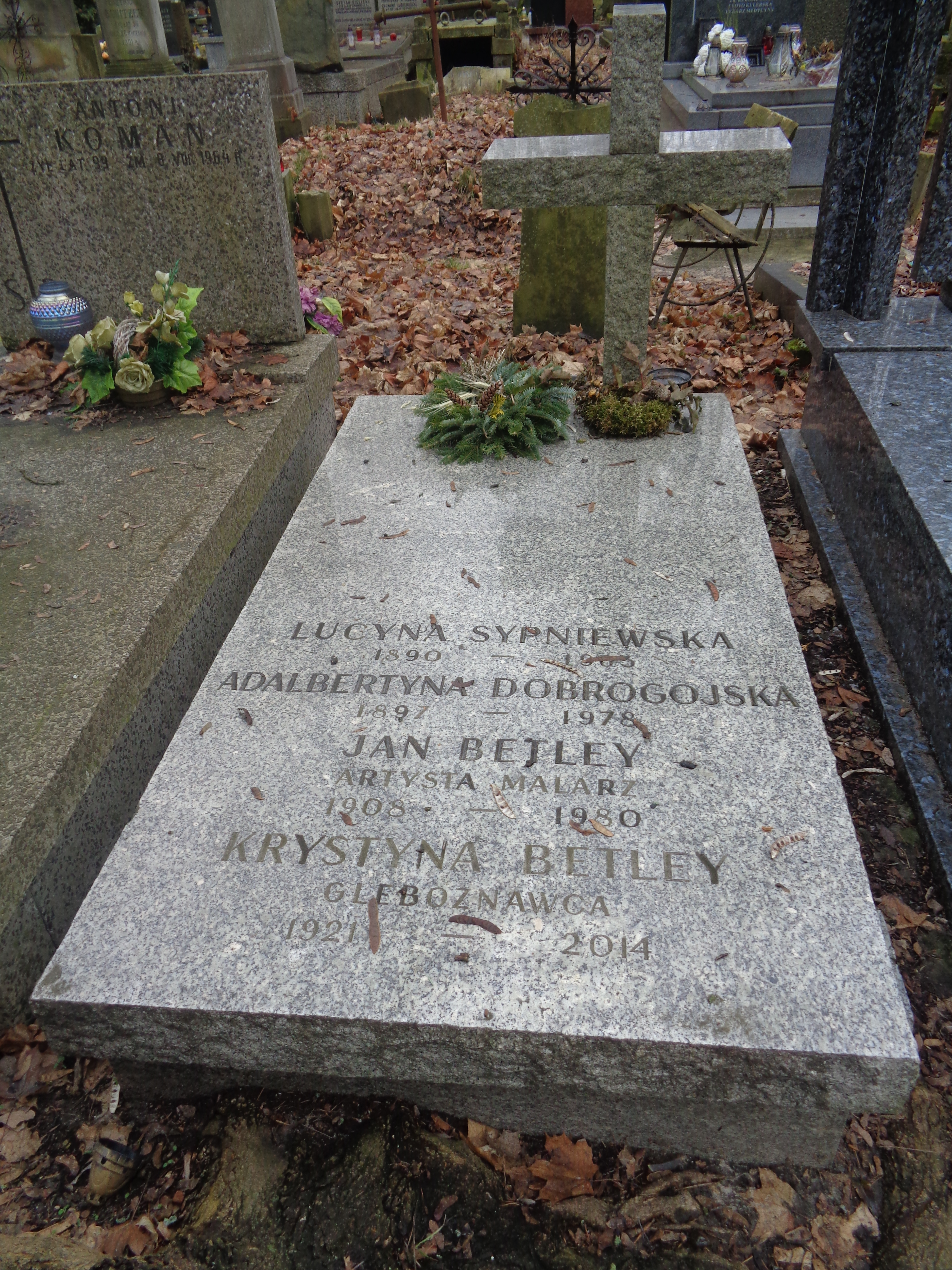
Sírja a Powązki temetőben

A Szkoły Sztuk Pięknychben volt középiskolás, majd 1930 és 1936 között Tadeusz Pruszkowski vezetésével tanult a varsói Képzőművészeti Akadémián, ahol 1936-ban jelesre vizsgázott. 1935-ben megnősült, a felesége Pachniewski Hanna Elżbieta. A második világháború alatt festményeinek nagy része megsemmisült. 
1946-ban kiegészítő képzésen vett részt Felicjan Szczęsny Kowarskinál. Tagja volt a Grupa Czwarta (Négyek Csoportja) művész egyesületnek. 1948-tól 1978-ig Betley a Varsói Akadémia festészeti karán dolgozott, először asszisztensként, majd adjunktusként, 1967-től egyetemi docensként.
Főleg olajfestékkel festett tájképeket, különös tekintettel Varsó és Sandomierz látképére, Plock, Kazimierz Dolny és Bukowina Tatrzanska vidékére. Emellett művészi portrékat, zsánerképeket és vallásos festményeket is készített. Művészetét a kifinomult technika, átgondolt kompozíció és kiváló színérzék jellemzi. Eredetileg realista stílusban festett, de az 1970-es évektől festményei egyre inkább expresszionistává váltak. Hatott rá a lengyel kolorizmus. A 2. világháború előtt műveit Lengyelországban, valamint Berlinben, Londonban és Stockholmban mutatták be (1936). A háború után Lengyelországon kívül Berlinben, Genfben, Londonban, Chicagóban és New Yorkban is kiállították. Számos díjat nyert, a képei a Varsói Nemzeti Múzeum és a Varsói Múzeum mellett több gyűjteményben is megtalálhatók.
Bár Płockban született, egész művészi élete Varsóhoz kötődött, ahol élt, tanult, dolgozott és kiállított. A fővároshoz fűződő szoros kötődés tette Varsó festőjévé. 1980. április 3-án halt meg, a Powązki temetőben nyugszik.

## Fordítás
- Ez a szócikk részben vagy egészben  a   Jan Betley című német Wikipédia-szócikk ezen változatának fordításán alapul.  Az eredeti cikk szerkesztőit annak laptörténete sorolja fel. Ez a jelzés csupán a megfogalmazás eredetét és a szerzői jogokat jelzi, nem szolgál a cikkben szereplő információk forrásmegjelöléseként.